# Liste der Monuments historiques in Cuisy (Seine-et-Marne)
Die Liste der Monuments historiques in Cuisy (Seine-et-Marne) führt die Monuments historiques in der französischen Gemeinde Cuisy auf.

## Liste der Objekte
Zum Verständnis siehe: Kirchenausstattung
| Bezeichnung         | Beschreibung           | Standort                       | Kennzeichnung | Schutzstatus | Datum | Bild |
| ------------------- | ---------------------- | ------------------------------ | ------------- | ------------ | ----- | ---- |
| Taufbecken          | Stein, 16. Jahrhundert | in der Kirche St-Pierre (Lage) | PM77000525    | Classé       | 1950  |      |
| Skulptur Saint Jean | Holz, 17. Jahrhundert  | in der Kirche St-Pierre (Lage) | PM77000524    | Classé       | 1948  |      |